# Réserve citoyenne cyberdéfense
La réserve citoyenne cyberdéfense (RCC) est une réserve militaire composée de civils bénévoles, créée en 2012 par le ministère français des Armées. Elle est complétée depuis 2016 par une réserve opérationnelle de cyberdéfense, avec laquelle elle a, à terme, vocation à fusionner.
Elle est en définitive rattachée au nouveau commandement de cyberdéfense à compter de la création de ce dernier en janvier 2017.

## Organisation
À l'origine, le réseau de la Réserve citoyenne cyberdéfense (RCC) est organisé en plusieurs groupes de travail à Paris :
- groupe « élus et journalistes »
- groupe « jeunes »
- groupe « évolution de l’engagement citoyen»
- groupe « thinks tanks et réflexion stratégique »
- groupe « PME/PMI »

À ceci, s'ajoutent sept groupes régionaux.